# Resolució 1951 del Consell de Seguretat de les Nacions Unides
La Resolució 1951 del Consell de Seguretat de les Nacions Unides fou adoptada per unanimitat el 24 de novembre de 2010.d Després de recordar resolucions anteriors sobre la situació a Costa d'Ivori i la subregió, el Consell va autoritzar el reaprovisionament temporal del suport de la Missió de les Nacions Unides a Libèria (UNMIL) a l'Operació de les Nacions Unides a Costa d'Ivori (UNOCI) durant un període de quatre setmanes.
El Consell havia rebut una carta del Secretari General de les Nacions Unides Ban Ki-moon sobre la segona volta de les eleccions presidencials el 28 de novembre de 2010. Va recordar les disposicions de la Resolució 1609 (2005) que va permetre la cooperació entre les missions de les Nacions Unides.
Tot i que reconeix la necessitat de donar suport a la UNMIL en el compliment del seu mandat a Libèria i l'amenaça que planteja la situació a Costa d'Ivori a la subregió, el Consell, actuant en virtut de Capítol VII de la Carta de les Nacions Unides, va autoritzar un desplegament temporal de dos helicòpters militars i tres companyies d'infanteria de la UNMIL a la UNOCI per proporcionar seguretat per a les eleccions per un període no superior a quatre setmanes. El desplegament va suposar un afegit de més de 500 soldats que van ser enviats per assistir amb la seguretat durant el període electoral.